# 平石停留場
平石停留場（日语：／ Hiraishi teiryūjō */?）是隸屬於宇都宮輕軌的鐵路車站，座落於栃木縣宇都宮市，車站編號為07。本站是其中一個區間車總站，不論由宇都宮站或是芳賀開出的列車，在早、晚繁忙時間均有區間車以本站為終點，因此設有雙島式月台設計。同時也是駕駛員交更的車站。
平日04:45由本站開往芳賀方向的班次為最早開出的班次，比起由宇都宮站的首發列車早一小時十五分。
宇都宮市打算將本站周邊為交通轉換站，現時正規劃在車站附近的空地上規劃興建一座「平出町轉乘中心」，現時亦有區域巴士「號」於車站附近設站。

## 月台配置
| 月台 | 路線              | 方向 | 目的地                                   | 備註                                                                            |
| ---- | ----------------- | ---- | ---------------------------------------- | ------------------------------------------------------------------------------- |
| 1、2 | ■宇都宮芳賀輕軌線 | 下行 | Green Stadium前、芳賀·高根澤工業團地方向 | 在現時行車班次模式下，通常使用2號月台 2號月台設定為出入車廠的側軌。             |
| 3、4 | ■宇都宮芳賀輕軌線 | 上行 | 宇都宮站東口方向                         | 在現時行車班次模式下，通常使用4號月台（右側上落） 4號月台設定為出入車廠的側軌。 |

## 歷史
- 2021年4月23日：公佈站名[3]。
- 2023年8月26日：正式營運[1][2]。

## 相鄰車站
宇都宮輕軌
■宇都宮芳賀輕軌線
快速（下行）
宇都宮大學陽東校園 (06) → 平石 (07) → 清陵高校前 (10)
普通
宇都宮大學陽東校園 (06) — 平石 (07) — 平石中央小學校前 (08)

## 外部連結
- 宇都宮輕軌平石停留場網頁 （页面存档备份，存于）